# 割喉岛
《割喉島》（英語：Cutthroat Island）是一部1995年上映的浪漫喜劇冒險電影，內容是關於一名17世紀女性海盜船長在加勒比海尋找割喉島寶藏並為父報仇的故事。由雷尼·哈林導演、吉娜·戴維斯、馬修·莫汀、法蘭克·蘭吉拉等人主演。該片由美國、法國、德國及義大利聯合製作。
電影場面宏大，耗資甚鉅，但影評咸認其情節平庸，最終票房慘澹，成為影史知名的票房炸彈，本來已搖搖欲墜的製作公司卡洛可影業（Carolco Pictures）遭此最後一擊後即結束營業。

## 製作
本片的主體拍攝於1994年10月31日開始，拍攝地包含马耳他和泰国。

### 書籍
- Parish, James Robert. . Hoboken, New Jersey: John Wiley & Sons. 2006: 359 pages. ISBN 978-0-471-69159-4.

## 外部連結
- 互联网电影数据库（IMDb）上《割喉岛》的资料（英文）
- TCM电影资料库上《割喉岛》的资料（英文）
- Box Office Mojo上《割喉岛》的資料（英文）
- 爛番茄上《割喉岛》的資料（英文）